# La Guerre des clans (film)
Pour les articles homonymes, voir La Guerre des clans.
Pour plus de détails, voir Fiche technique et Distribution.
La Guerre des clans (流星·蝴蝶·劍, Liu xing hu die jian ; littéralement « Météore, papillon, épée ») est un film hongkongais réalisé par Chu Yuan, sorti en 1976. Il s'agit d'une adaptation du roman éponyme de Gu Long, qui sera à nouveau adapté dans Butterfly and Sword.

## Synopsis
Sur les ordres d'un employeur à l'identité secrète, Meng Sheng-hun, un tueur renommé, est engagé pour éliminer Sun Yu, chef du clan martial de la Porte-du-Dragon. L’assassin doit donc s'infiltrer au sein du clan sous une fausse identité pour tenter de gagner la confiance de sa future victime. Mais la détermination habituelle du tueur solitaire est remise en question lorsqu'il croise par hasard une charmante et mystérieuse femme dans la Forêt aux Papillons...

## Fiche technique
- Titre : La Guerre des clans
- Titre original : 流星·蝴蝶·劍 (Liu xing hu die jian)
- Titre anglais : Killer Clans
- Réalisation : Chu Yuan
- Scénario : Ni Kuang, d'après un roman de Gu Long
- Musique : Chen Yung-yu
- Photographie : Huang Chieh
- Montage : Chiang Hsing-lung
- Production : Run Run Shaw
- Société de production : Shaw Brothers
- Pays :  Hong Kong
- Format : Couleurs - 2,35:1 - Mono - 35 mm
- Genre : Action, drame et wu xia pian
- Durée : 91 minutes
  -  Hong Kong : 20 mars 1976

## Distribution
- Tsung Hua : Meng Sheng-hun, un tueur à gages appartenant à l'organisation de Mlle Kao
- Ku Feng : Sun Yu, dit "Oncle Sun", chef du clan de la Porte-du-Dragon
- Lo Lieh : Han Tang, un expert en arts martiaux au service de Sun Yu
- Yueh Hua : Lu Hsiang-chuan, second de Sun Yu
- Ching Li : la fille de Sun Yu
- Wang Chung : Sun Chien, fils de Sun Yu
- Li Hsiu-hsien : Hsia Tieh, ami de Sun Yu
- Wang Hsieh : chef du clan des 12 pengs, rival du clan de la Porte-du-Dragon
- Ling Yun : Yeh Hsiang, un assassin, collègue de Meng Sheng-hun
- Ching Miao
- Chen Ping : mademoiselle Kao, une tenancière de bordel servant de paravent à une entreprise de meurtres sur commande
- Fan Mei-sheng : Ma Fung Chung
- Hsia Ping : Yu Hsia
- Yang Chih-ching : un cadre dirigeant du clan de la Porte-du-Dragon
- Hsu Hsao-chiang